# لوروا (موسيقي)
لوروا (بالإنجليزية: Leroy)‏ هو موسيقي ومغني وعازف قيثارة أمريكي، ولد في 19 فبراير 1965 في سبوكين في الولايات المتحدة.

## وصلات خارجية
- الموقع الرسمي
- لوروا على موقع ميوزك برينز (الإنجليزية)
- لوروا على موقع ميوزك برينز (الإنجليزية)
- لوروا على موقع ميوزك برينز (الإنجليزية)
- لوروا على موقع ديسكوغز (الإنجليزية)